# Erich Leichsenring
Erich Leichsenring (* 15. November 1904 in Heidelberg; † 4. Februar 1985) war ein deutscher Hersteller von erzgebirgischer Volkskunst.

## Leben
Er war der Sohn des Drechslers und Spielzeugmachers Emil Leichsenring, dessen Werkstatt in Seiffen er nach dem Tod des Vaters 1951 übernahm. Emil Leichsenring wiederum hatte die Firma von seinem Vater August Leichsenring übernommen, der im Mai 1904 dieses Gewerbe angemeldet hatte und neben Miniaturpferdegespannen auch bereits Autos als Holzspielzeug herstellte. Der Name Leichsenring-Seiffen wurde zum „Inbegriff echten Volkskunstschaffens“.
Erich Leichsenring half bereits als Kind in der väterlichen Werkstatt. Von 1915 an besuchte er die Vorschule der Staatlichen Spielwarenfachschule in Seiffen und ab 1919 diese Fachschule. 1931 wurde er dann Teilhaber der Firma Emil Leichsenring und Sohn in Seiffen, die 1932 durch einen Werkstattbau erheblich erweitert wurde. Wurden zunächst hauptsächlich Miniaturfahrzeuge hergestellt, erweiterte man das Sortiment zeitgemäß durch das Herstellen von Spezialautos. Erich Leichsenring brachte vor allem das figürliche Gestalten neu in die elterliche Produktion ein und führte 1935 den Übergang vom Lackfarbenfassen der Figuren zur matten Farbgebung in seiner Werkstatt ein. In dieser Zeit wurde das Sortiment auch durch die später für die Firma Leichsenring typischen szenischen und handwerklich-technischen Gestaltungen als neue kunstgewerbliche Elemente ergänzt, darunter zum Beispiel Mettenleuchte, Holzsammler, Klöpplerinnen und Blumenverkäufer. Schon bald wurden diese Schmuckfiguren zu Sammlerobjekten.
Ab 1960 wurden die Figuren farbig lasiert. Besondere Bedeutung erhielten in späterer Zeit die kunstvoll gearbeiteten Blumenkugeln und die typischen gerollten Blüten.
Sein Sohn Günter Leichsenring übernahm 1974 als „anerkannter Kunstschaffender im Handwerk“ (Titelverleihung erfolgte 1973) die väterliche Werkstatt in Seiffen. Der Familienbetrieb der Werkstatt Leichsenring, der 2004 sein 100-jähriges Bestehen feierte, besteht noch heute.

## Ehrungen
- 1972 Auszeichnung für hervorragende Seiffener Souvenirgestaltung durch den Rat des Kreises Marienberg, Abteilung Kultur
- 1974 Goldmedaille der FDGB-Arbeiterfestspiele in Erfurt
- 2004 Sonderausstellung im Spielzeugmuseum Seiffen